# Oligodon splendidus
Oligodon splendidus là một loài rắn trong họ Rắn nước. Loài này được Günther mô tả khoa học đầu tiên năm 1875.

## Hình ảnh

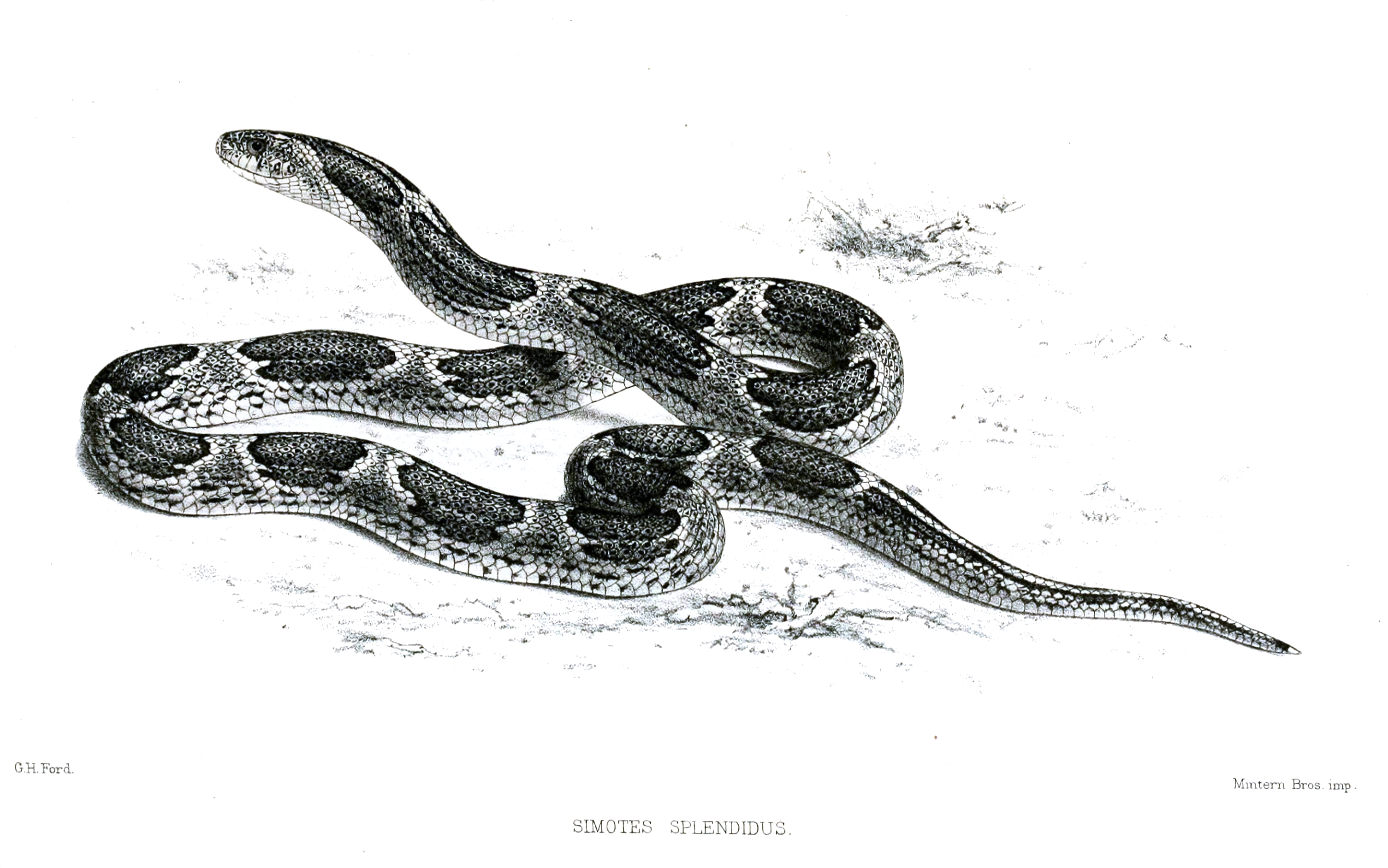